# Holy Cross Cemetery (Colma)

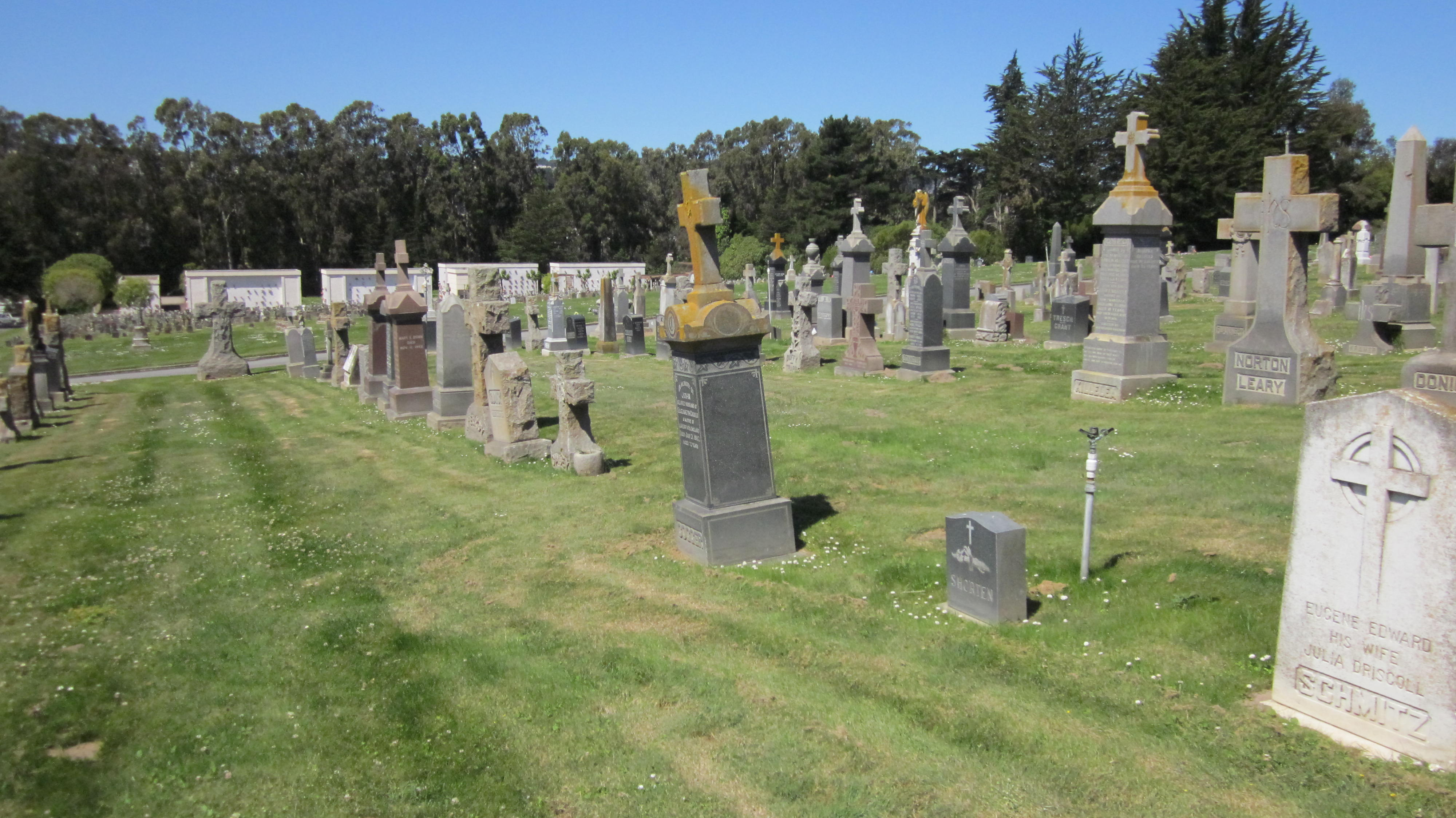
Een deel van het kerkhof.

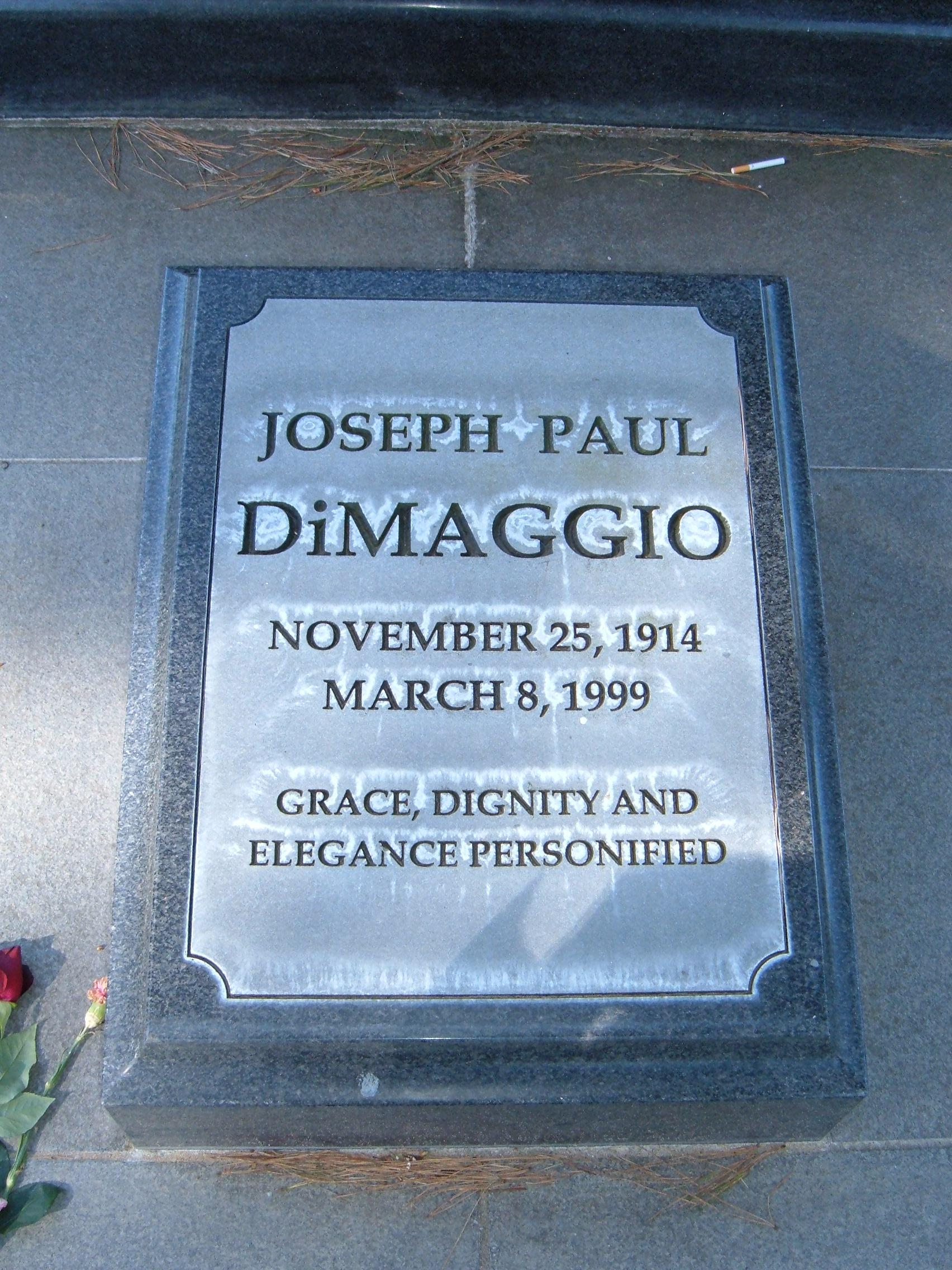
Grafsteen op het mausoleum van Joe DiMaggio.

Holy Cross Cemetery of Holy Cross Catholic Cemetery is een begraafplaats in Colma, ten zuiden van San Francisco in de Amerikaanse staat Californië. Het rooms-katholieke kerkhof werd in 1887 gesticht en is daarmee de oudste begraafplaats van Colma, een plaatsje dat bekendstaat om haar verschillende grote begraafplaatsen.
Enkele scènes uit Harold and Maude (1971) werden hier opgenomen.

## Noemenswaardige personen die er begraven zijn
- Joseph Sadoc Alemany (1814-1888), Catalaans-Amerikaans geestelijke
- Joseph Alioto (1916-1998), burgemeester van San Francisco
- Pat Brown (1905-1996), gouverneur van Californië
- Eugene Casserly (1820-1883), Iers-Amerikaans journalist, advocaat en politicus
- Joe DiMaggio (1914-1999), honkbalspeler
- John G. Downey (1827-1894), gouverneur van Californië
- James Graham Fair (1831-1894), industrieel
- Amadeo Giannini (1870-1949), bankier
- Vince Guaraldi (1928-1976), jazzpianist en -componist
- Leo T. McCarthy (1930-2007), Nieuw-Zeelands-Amerikaans politicus en zakenman
- James A. McDougall (1817-1867), advocaat en politicus
- Joseph Thomas McGucken (1902-1983), rooms-katholiek geestelijke
- John Joseph Mitty (1884-1961), rooms-katholiek geestelijke
- John Joseph Montgomery (1858-1911), luchtvaartpionier, uitvinder en hoogleraar
- George Moscone (1929-1978), burgemeester van San Francisco
- James D. Phelan (1861-1930), politicus
- Ann Rutherford (1917-2012), Canadees-Amerikaans actrice
- Eugene Schmitz (1864-1928), burgemeester van San Francisco
- Fred Scolari (1922-2002), basketbalspeler
- John Shelley (1905-1974), politicus
- William Morris Stewart (1827-1909), advocaat en politicus